# Henri Goiran
Henri Jean Joseph Auguste Goiran (* 9. Juni 1881 in Toulouse; † 1972) war ein französischer Diplomat.

## Leben
Henri Goiran war der Sohn von Madeleine Duras und François Goiran, der 1911 für kurze Zeit Kriegsminister und von 1912 bis 1919 Bürgermeister von Nizza war.
Henri Goiran besuchte an der Sorbonne die École de droit und die Philologische Fakultät und beendete sein Studium mit einem Abschluss in Rechtswissenschaft und Politikwissenschaft.
Er trat 1907 in den Auswärtigen Dienst ein und wurde 1919 an den Konsulaten von New York und Chicago beschäftigt. Von 1920 bis 1923 war er Generalkonsul in Liverpool und von 1924 bis 1928 hatte er dasselbe Amt in Johannesburg inne. Von 1929 bis 1932 wechselte er in derselben Funktion nach London. Von 1933 bis 1939 war er Ministre plénipotentiaire in Mexiko-Stadt. 1937 heiratete er Lucie Chouanard; ihr gemeinsamer Sohn heißt Roger Goiran. Von 1939 bis 1940 war Henri Goiran Ministre plénipotentiaire in Riga für die baltischen Staaten.
1940 wurde er in den Ruhestand versetzt und widmete sich fortan der Forschung und Lehre. Von 1946 bis 1960 forschte und lehrte er an der Fordham University, der Columbia University und an der The New School in New York. 
Goiran veröffentlichte historische Werke und saß mehrere Jahre der French Folklore Society of New York vor. Er wurde in die Ehrenlegion aufgenommen und mit dem Croix de guerre, dem Grand-Croix dans l’Ordre de l’Aigle Aztèque und der silbernen Médaille d’honneur pour acte de courage dekoriert.
| Vorgänger            | Amt                                                               | Nachfolger         |
| -------------------- | ----------------------------------------------------------------- | ------------------ |
| Jean-Baptiste Périer | Französischer Ministre plénipotentiaire in Mexiko-Stadt 1933–1939 | Albert Bodard      |
| Jean Tripier         | Französischer Botschafter in Riga 1939–1940                       | Jacques de Beausse |